# Skałki (Ryczów)
Skałki (ok. 480 m) – skaliste wzgórze na Wyżynie Częstochowskiej, w obrębie wsi Ryczów w województwie śląskim, w powiecie zawierciańskim, w gminie Ogrodzieniec.
Wzgórze wznosi się po północnej stronie zabudowań wsi Żelazko, w niewielkim lesie, do którego przylegają dwie łąki. Na wzgórzu jest 5 grup skałek wapiennych. Należą do tzw. Ryczowskiego Mikroregionu Skałkowego. Obok skałek prowadzi szlak turystyczny.

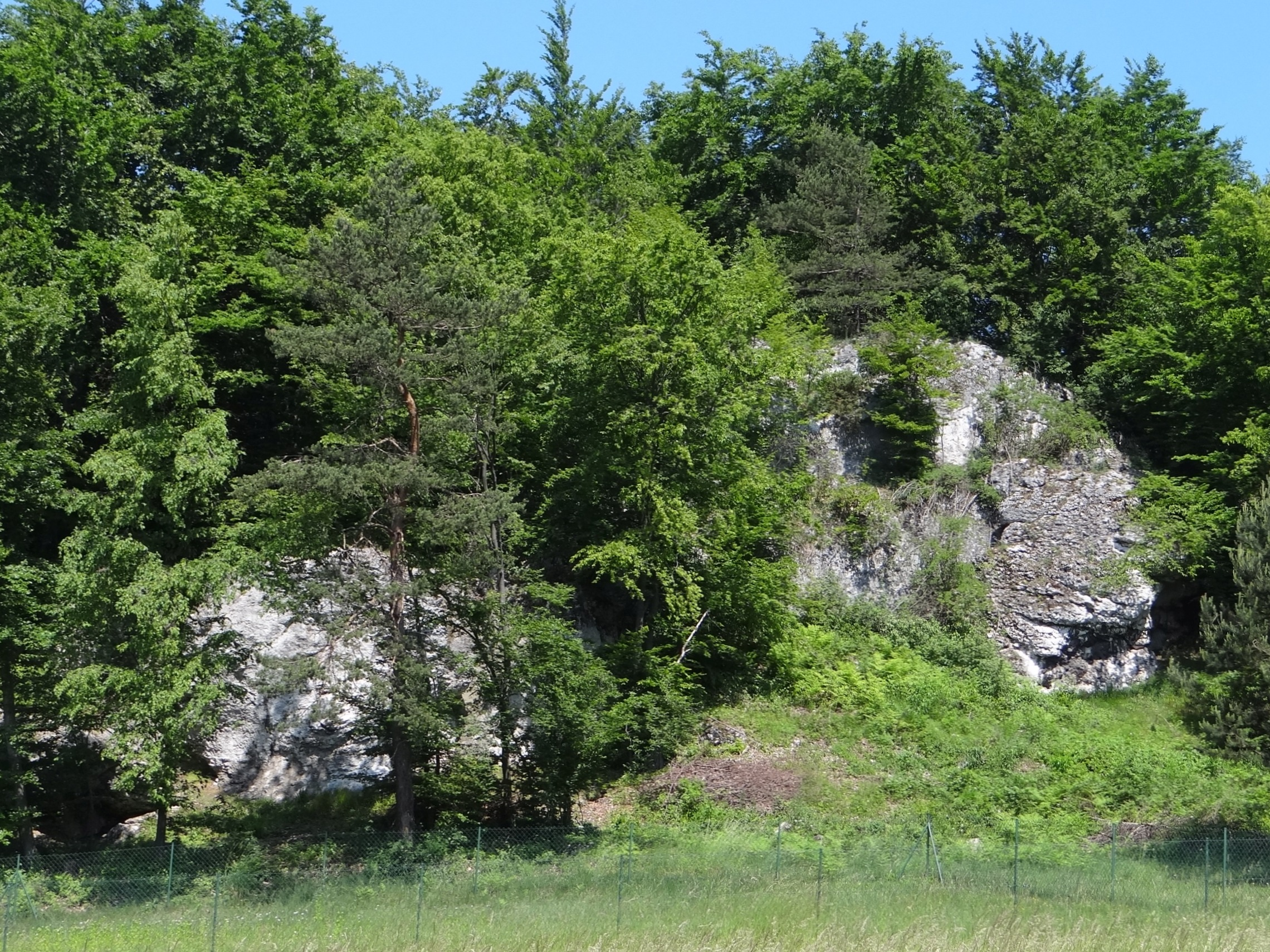
Wapienne skałki na wzgórzu
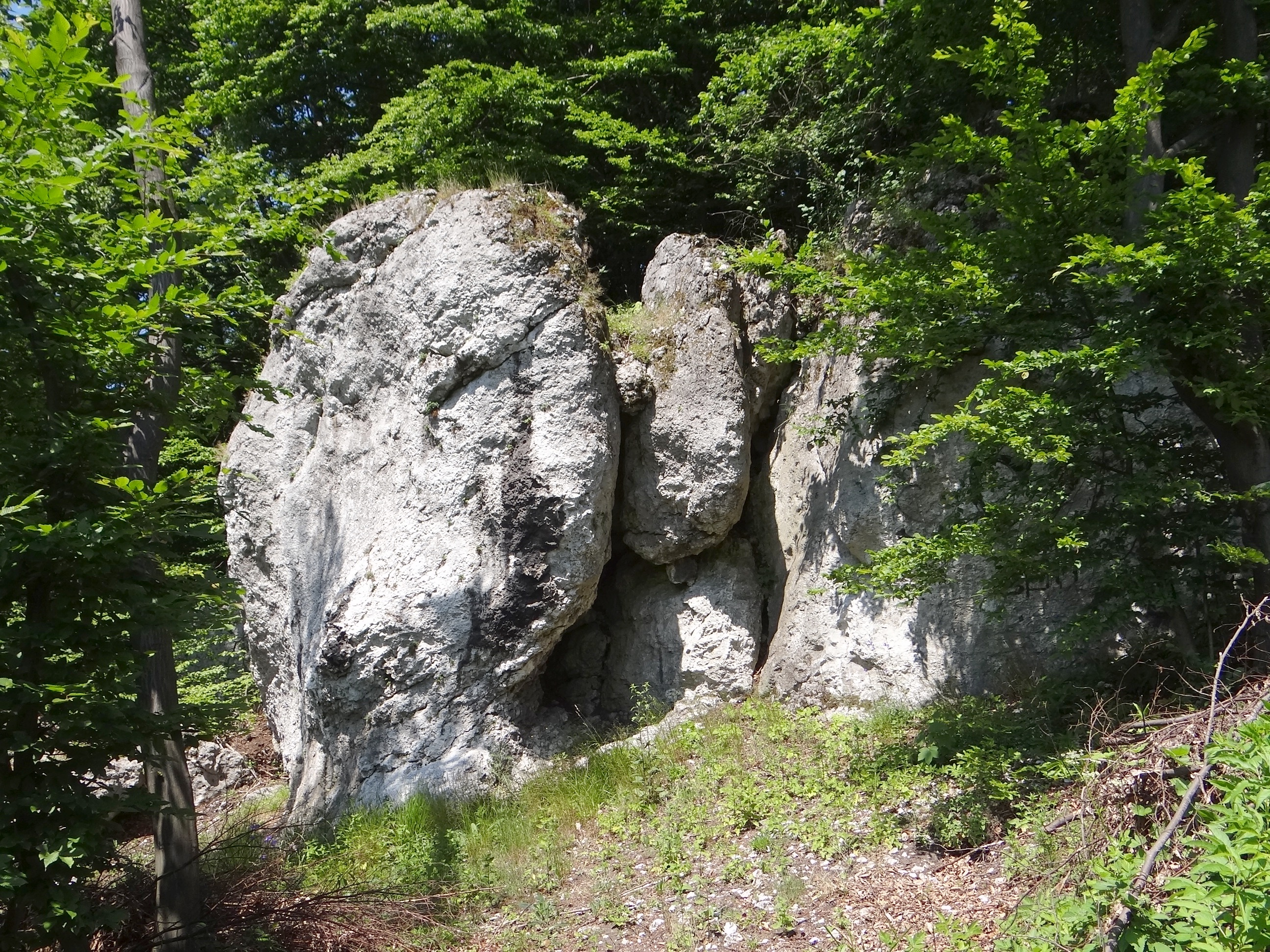
Wapienne skałki na wzgórzu
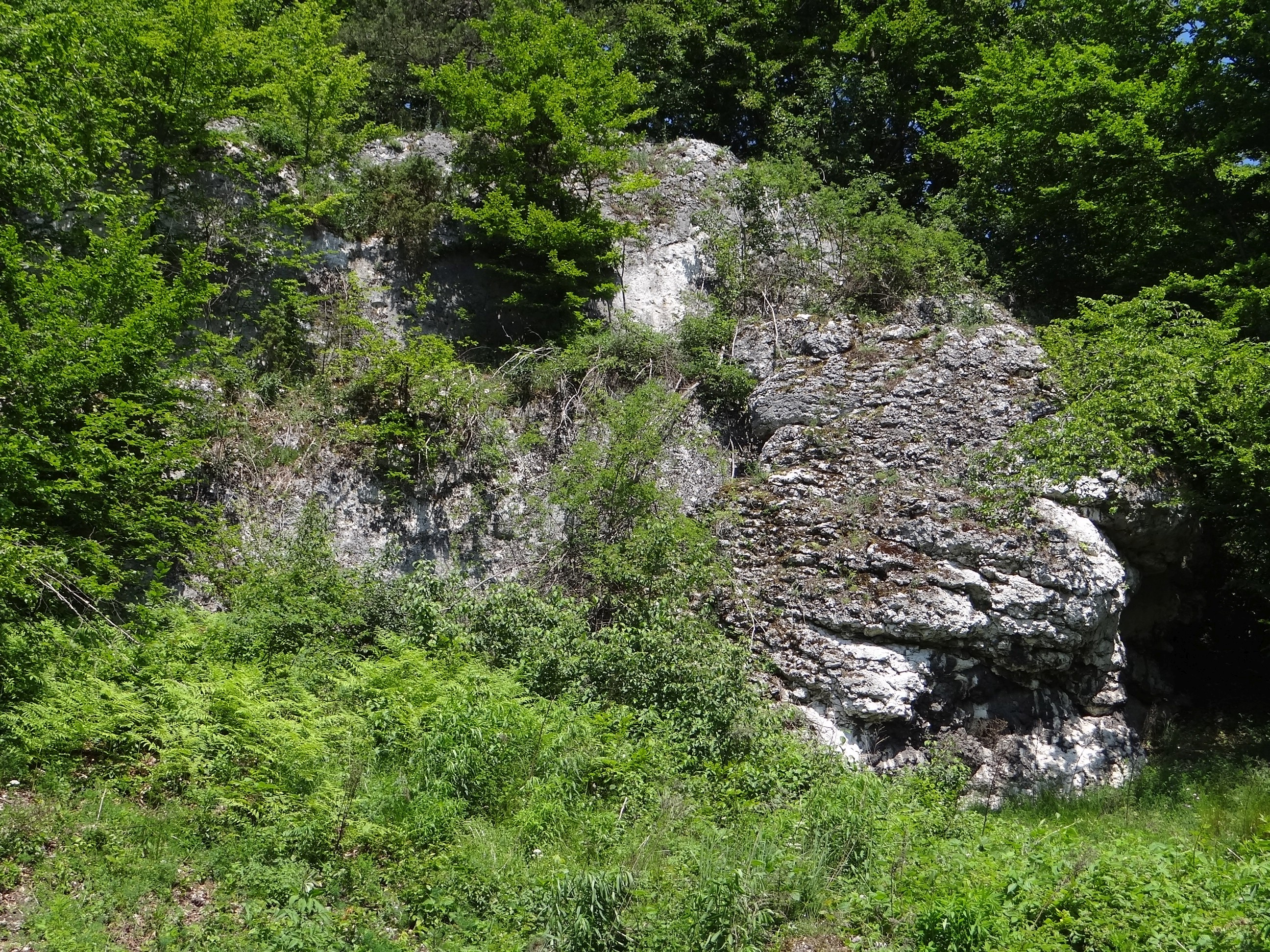
Wapienne skałki na wzgórzu

## Szlak turystyczny
odcinek: Ryczów – Księdza Góra – Skałki – Cisownik – Żelazko (kaplica).